# Course de côte Limonest - Mont Verdun
La Course de côte Limonest - Mont Verdun est une compétition automobile de courses de côte, organisée par l'association sportive automobile du Rhône.

## Histoire

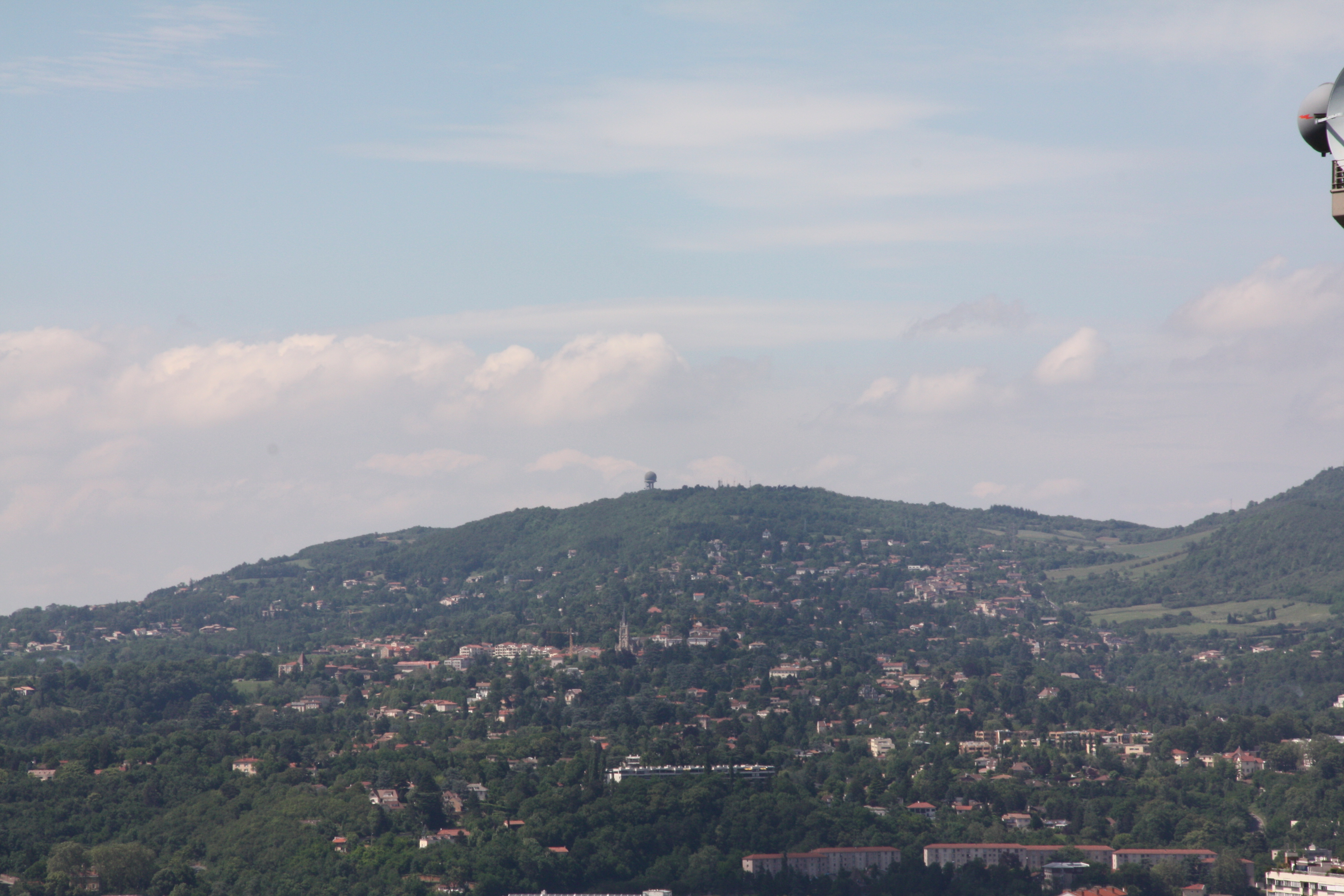
Le mont Verdun, depuis la colline de Fourvière à Lyon.

Le mont Verdun culmine à 626 mètres d'altitude dans les Monts d'Or, situés au nord-ouest de Lyon. Il est connu pour sa base aérienne, située à quinze kilomètres de la place Bellecour de Lyon.
La première édition de la compétition a lieu en 1905. L'épreuve se dispute à l'époque entre la fin avril et la fin mai, puis se positionne au début du mois de juin à la fin de l'entre-deux-guerres. Elle se fixe par la suite au milieu du mois de septembre.
En 1906, une voiture Cottin & Desgouttes, marque lyonnaise pilotée par l'ingénieur Auguste Fraignac, prend la première place de sa catégorie, Joseph Collomb signant le meilleur temps sur sa Mors 120 hp.
Toujours avant la Première Guerre mondiale, le Français Georges Deydier remporte l'épreuve en 1907, 1911 et 1912, encore sur Cottin-Desgouttes, notamment en 2 min 25 s 6 sur les 3,74 km du parcours. Elle est alors en concurrence avec la Lyon Hillclimb (organisée en juillet, puis en avril), entre 1904 (le Rhône AC touring car trials) et 1909. En 1913, une Blitzen-Benz s'impose avec le pilote d'usine Fritz Erle.
Entre les deux conflits mondiaux, elle est organisée par le Motocycle Club de Lyon en 1920 (épreuve de reprise motocycliste), puis par l'A.C. du Rhône. Robert Benoist en est le lauréat en 1924 et 1925 sur Delage 6.0L. 6 cylindres. Son meilleur temps est de 1 min 50 s 8, toujours sur 3,74 km. Apparaissent aussi au palmarès de l'épreuve François Lescot (1921), Henri Rougier (1922), René Thomas (1923), Louis Chiron (1927), et Marcel Dhôme (1928).
Après la guerre, l'ancien pilote de Grand Prix 1958 André Testut (l'année 1959), puis les trois Suisses Georges Gachnang (dit L'Aiglon), Harry Zweifel et Charles Vögele (années 1960), ainsi que Jimmy Mieusset (années 1970), s'imposent à plusieurs reprises. Vient ensuite le tour de Marcel Tarrès qui la remporte six fois, en 1980, 1982, 1983, 1985, 1986 et 1988, sur des Martini type Mk. Lionel Régal se distingue quant à lui à quatre occasions, en 2002, 2005, 2006 et 2007, sur Reynard, puis Sébastien Petit (Reynard 95D) et Nicolas Schatz le font chacun successivement à trois. Gérard Larrousse en a été un vainqueur de catégorie (< 1 100 cm3) en 1965, sur sa Renault 8 Gordini. 
Désormais, 25 postes de commissaires sont disposés tout le long de l'aire de la course. Ses moments importants comptent "La Carrière", "Le Champ de Tir" à pleine vitesse, puis "Le Portail" où l'on freine avant les enchaînements du "Fort".
Le tracé de 2,680 km pour un dénivelé de 160 m et une pente moyenne de 6 % accueille aussi la finale de la Coupe de France de la montagne en 2014 (année de son retrait du Championnat de France de la montagne), 2015 et 2016 (année où se disputera sa 90e édition). 
Depuis 1998, a lieu aussi une version « historique » de la course.

## Remarque
- Une seconde course de côte fut organisée sur Lyon durant les années 1900, la Lyon Hillclimb, qui se déroula notamment en 1901 (Champagne Hill), 1904 (le Rhône AC touring car trials), 1906 et 1909[1];